# アーサー・ウィン
アーサー・ウィン（英語: Arthur Wynne, 1871年6月22日 - 1945年1月14日）は、イギリス出身の新聞記者である。1913年にクロスワードパズルを考案した。

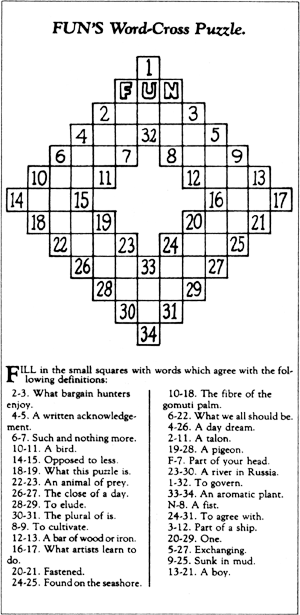
ニューヨーク・ワールド紙に掲載された最初のクロスワードパズルのレプリカ

## 解説
リヴァプールでリバプール・マーキュリー紙の記者の家庭に生まれ、言葉遊びやヴァイオリンを嗜む少年時代を過ごす。
新聞記者志望であったが、父から同じ職業に就くことは反対されていたため、19歳の時に単身で米国に渡りピッツバーグ・プレスの記者になる。また、ピッツバーグ交響楽団にも所属し、ヴァイオリンを担当する。
ニュージャージー州シダーグローブに移り、ニューヨーク・ワールドの記者となる。
1913年12月21日、ニューヨーク・ワールド日曜版に、子供時代に遊んだ魔方陣型の単語パズル「SATOR AREPO TENET OPERA ROTAS」にヒントを得て作成したダイヤ型の英単語パズルを掲載する。当初のパズル名は「ワードクロス・パズル（word-cross puzzle）」であったが、後に「クロスワード（crossword）」に改名された。ちなみに、ハイフンがないのは誤植によるものである。さらに初期のダイヤ型を改良し、正方形の黒いマス目方式も開発した。同紙のクロスワードパズル作成は1921年まで担当した。上司にクロスワードパズルの著作権や商標の提案をしたが、却下されている。常連だったニューヨークのパーム・レストランには似顔絵が残されている。
1930年代はハースト・コーポレーションに勤務した。62歳の時に娘が誕生している。
1941年、健康上の理由からクリアウォーターに移り、	1945年1月に死亡した。享年73。遺体は火葬されメキシコ湾に散骨された。娘によると、クロスワードパズルによる収入はなかったという。